# Keltománie

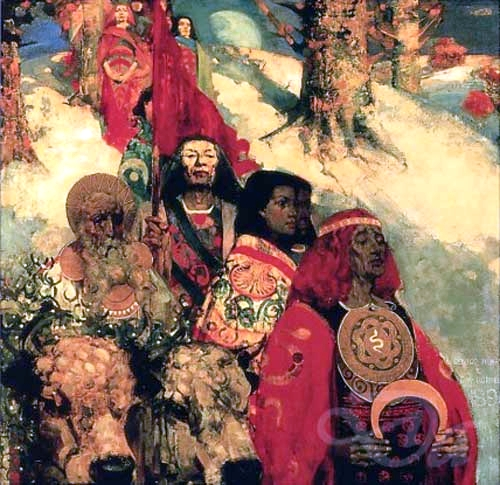
Edward Atkinson Hornel, Druidové přináší jmelí, cca 1890

Keltománie, též keltské obrození nebo keltská renesance, je hledání keltských kořenů národů a jednotlivců, skutečných i fiktivních, a s ním spojený zájem o keltskou historii, kulturu, jazyky a náboženství. Objevil se v raně novověké Evropě, poté, co se znovu začal používat antický výraz Keltové, zhruba od 5. století vyšlý z užívání. Užití pro tehdejší populace mluvící keltskými jazyky, obývající periferii kontinentu, které byly marginalizovány a žili v chudobě, se ovšem objevilo až postupem času. Když například skotský historik John Buchanan v roce 1582 označil skotskou gaelštinu za potomka starověké keltštiny, nedostalo se jeho tvrzení žádného ohlasu. Až zhruba od vydání díla Archeologia Brittanica Edwarda Lhuyda v roce 1707 se počalo používat slovo „keltský“ v moderním významu. Ještě ale v 19. století ale pravděpodobně většina mluvčích irštiny a skotské gaelštiny neměla moc tušení že mluví „keltskými“ jazyky.
S keltománií úzce souvisí neodruidismus, včetně jeho novopohanské podoby, a keltský rekonstrukcionismus.

## Francie
Ke keltskému odkazu se v raném novověku hlásili například Francouzi. Jisté rozpaky však vyvolávala Caesarova zpráva o původu druidského učení v Británii, tradičním rivalu Francie. Na počátku 18. století začala být bretonština chápána jako potomek staré galštiny a obraz Galů jako předků Francouzů byl oblíben především mezi odpůrci monarchie. Aristokracie a královská rodina byly v tomto duchu spojovány s germánskými Franky, kteří ovládli starší galské, respektive galořímské, obyvatelstvo. Po revoluci v roce 1799 se dokonce objevovaly návrhy nahradit francouzštinu bretonštinou a zbavit se názvu „Francie“. K tomu však nedošlo a porevoluční centralizace země naopak vedla k marginalizaci bretonského jazyka a kultury.

## Britské ostrovy
V Anglii byla keltská identita odmítána pro její spojení s nepřátelskými zeměmi, ale situace se částečně změnila v souvislosti se Slavnou revolucí v roce 1688. Zatímco zastánci stuartovské tradiční monarchie spojovali anglickou identitu především s normanstvím, tak vítězná oranžská strana se kromě anglosaského dědictví orientovala na „britanství“ a odpor druidů proti římské invazi. V 17. století byl také oceňován druidský odkaz lokálními historky, jako byl John Aubrey, nebo volnomyšlenkáři, jako byl John Toland. Přesto však ještě po většinu 18. vnímaly anglické elity s opovržením mluvčí irštiny, skotštiny a velštiny, žijící v chudobě v okrajových částech monarchie. V 60. letech 18. století, po vydání Zpěvů Ossianových, ale nastala vlna keltománie a mezi vyššími anglickými vrstvami se dokonce dostal do módy, skutečný či fiktivní, velšský původ. V téže době začaly být megalitické památky, kdysi chápané jako dílo obrů, Římanů či Dánů, všeobecně chápány jako druidské svatyně a vznikaly první neodruidské řády. Další vlna hlášení se ke keltskému dědictví proběhla během 2. světové války, kdy bylo dáváno do kontrastu ke germánskému nacionalismu Německa.

## Česko
V Česku byly již od 19. století chápáni Keltové jako první známí obyvatelé země, a stejně tak byl dobře znám keltský původ latinského jména Bohemia, ale česká identita byla spojována především se slovanstvím. Až po roce 1989 propukla keltománie, projevující se například stavbou skanzenů a naučných stezek, nebo přisuzováním keltského původu místním jménům. Keltský původ Čechů je také obhajován genetickými studiemi, především v souvislosti s vysokým podílem mutace G551D, která je označována jako „keltská“ v české populaci. V té je však míra jejího zastoupení vyšší než v populaci velšské a naopak nižší než v ukrajinské populaci, což činí „keltskost“ dané mutace diskutabilní.

## Další
Kromě Francie, Britských ostrovů a Česka se objevuje hlášení se keltskému odkazu v dalších částech Evropy, především po 2. světové válce. Jedná se především o španělská území obývaná Galicijci a Asturijci, v menší míře to lze říct o Kantábrii, o jižní Německo a Rakousko, a severoitalskou Padánii.
V Německu se zájem o Kelty objevil už kolem roku 1500 v německém Porýní, kde se místní učenci, ovlivnění renesančním humanismem, začali označovat za potomky druidů, kteří unikli před římským útlakem do Germánie. Příčinou snad byla snaha vymezit se vůči Francouzům a Italům a jejich přesvědčení o nadřazenosti románské kultury nad barbarským německým prostředím.